# スレイマン・アリ・ナシュヌシュ
スレイマン・アリ・ナシュヌシュ（Suleiman Ali Nashnush, 1943年 - 1991年2月25日）は、リビアの元バスケットボール選手、俳優。身長はバスケットボール選手の中では世界で最も高い、245cm。体重131.4kg。リビアのトリポリ出身。また、フェデリコ・フェリーニの映画『サテリコン』ではトリファエナの従者役で出演した。